# Ivan Ginov
Ivan Michajlov Ginov (* 10. února 1956) je bývalý bulharský zápasník – volnostylař.

## Sportovní kariéra
Zápasení se věnoval od útlého dětství v rodné obci Željazkovo (dnes Momina Carkva) v obštině Sredec. Ve 14 letech šel studovat do nedalekého Burgasu báňskou střední školu a v místním zápasnickém klubu Černomorec se začal specializovat na olympijský zápas ve volném stylu. V bulharské volnostylařské reprezentaci vedené Rusi Rusevem se prosazoval od roku 1978 ve váze do 90 kg. V roce 1980 startoval na olympijských hrách v Moskvě. V úvodních dvou kolech neztratil jediný klasifikační bod, ale ve třetím kole prohrál divokým výsledkem 6-12 na technické body se Sovětem Sanasaemr Oganisjanem. V pátém kole prohrál se svým tradičním soupeřem východním Němcem Uwe Neupertem těsně 3-4 na technické body a nepostoupil do tříčlenné finálové skupiny. Obsadil celkové 4. místo. V roce 1984 si během mistrovství Evropy v Jönköpingu vážně poranil krční páteř a s velkou pravděpodobností by na olympijských hrách v Los Angeles nestartoval za předpokladu, že by Bulharsko olympijské hry ten rok nebojkotovalo. Sportovní kariéru ukončil v roce 1987. Věnuje se trenérské práci.

## Výsledky

### Volný styl
| Turnaj             | 1976 | 1977 | 1978 | 1979 | 1980 | 1981 | 1982 | 1983 | 1984 |
| Turnaj             | 20   | 21   | 22   | 23   | 24   | 25   | 26   | 27   | 28   |
| Turnaj             | -90  | -90  | -90  | -90  | -90  | -90  | -90  | -90  | -90  |
| ------------------ | ---- | ---- | ---- | ---- | ---- | ---- | ---- | ---- | ---- |
| Olympijské hry     | —    |      |      |      | 4.   |      |      |      | —    |
| Mistrovství světa  |      | —    | 6.   | 3.   |      | 2.   | 7.   | 2.   |      |
| Mistrovství Evropy | —    | —    | 2.   | 3.   | 4.   | —    | 1.   | —    | 6.   |
| ME nadějí          | 1.   |      |      |      |      |      |      |      |      |